# Franz Klautzer
Franz Klautzer, unzutreffendes Pseudonym: Manfred Jasser (* 5. Oktober 1910 in Gradenberg, Gemeinde Köflach; † 6. Juli 1971 in Graz) war ein österreichischer Politiker (VdU) und Verleger. Er war von 1949 bis 1953 Abgeordneter zum Nationalrat.

## Leben
Klautzer besuchte nach der Volks- und Bürgerschule die Handelsschule und das Realgymnasium.
Er trat 1929 in den Dienst des Österreichischen Bundesheers und wurde Berufssoldat. Zum 16. Juli 1932 trat er der NSDAP bei (Mitgliedsnummer 1.207.281). Zwischen 1938 und 1945 diente er in der deutschen Wehrmacht, zuletzt als Major.
Nach seiner Entlassung aus der Kriegsgefangenschaft machte sich Klautzer als Verleger selbständig und gründete 1947 die Oststeirische Wochenpost, die 1947 an den Verleger Leopold Stocker (1886–1950) verkauft wurde.
Im Oktober 1948 wurde Klautzer im Rahmen einer gerichtlich angeordneten Beschlagnahme der neonazistischen Wochenzeitung Alpenländischer Heimatruf als Eigentümer, Herausgeber und Verleger verhaftet. Zur selben Zeit schwebte bereits ein Verfahren gegen den ehemaligen österreichischen Vizekanzler Karl Hartleb (1886–1965) wegen eines in diesem Periodikum veröffentlichten Artikels. Noch im Oktober 1948 wurde über Verfügung des Hochkommissars die Herstellung und Verbreitung des Alpenländischen Heimatrufs in der britischen Besatzungszone verboten.
Ab 5. Februar 1949 gab er den Alpenruf heraus, nach behördlich verfügter Einstellung des Alpenländischen Heimatrufs nunmehr Parteiorgan des VdU Steiermark. Klautzer war zudem Landesobmann-Stellvertreter des VdU Steiermark und Bundesvorstandsmitglied des VdU. Er vertrat seine Partei vom 8. November 1949 bis zum 18. März 1953 im Nationalrat.
Klautzer war in den Krauland-Skandal verstrickt, da er Geld und zwei Waggons Rotationsdruck-Papier von Peter Krauland (1903–1985) annahm und im Gegenzug versprach, dass seine Fraktion von einem Wirbel im Parlament Abstand nehmen würde.
Während der Jahre als Herausgeber und Verleger bestand die Vermutung, dass Klautzers wirklicher Name Manfred Jasser sei. Grund für diese häufig wiederkehrende Vermutung dürfte das von Manfred Jasser (1909–1992) verwandte, Klautzer lautlich ähnelnde Pseudonym Klausner gewesen sein, unter dem der einstige NS-Journalist in der Zeit des ihm auferlegten Berufsverbots seine raffinierten Leitartikel verfasste.